# Понте Джованні да Верраццано
Понте Джованні да Верраццано (італ. Ponte Giovanni da Verrazzano) — сучасний автомобільний міст через річку Арно у Флоренції.

## Історія мосту
Понте Джованні да Верраццано є другим за течією річки Арно мостом Флоренції після мосту Понте ді Варлунго. Цей міст, названий на честь легендарного мореплавця Джованні да Верраццано, був побудований за проектом інженерів Карло Дамеріні і Вітторіо Скалезе та архітектора Леонардо Савіолі і був відкритий у 1980.
Міст загальною довжиною 141 м виконаний у сучасному стилі із сталі і залізобетону. 
Він з’єднує район Гавінана з залізничним вокзалом Кампо ді Марте (Марсове поле), набережну Лунгарно Коломбо і площу П’яцца Равена. 
Міст є автомобільним з пішохідними переходами. Візуально він розділений на три частини сходами до цих переходів.